# 정창서
정창서(鄭昌瑞, 1519년 ~ 몰년 미상)는 조선시대 문신, 정치인으로 덕흥대원군의 정비 하동부대부인의 형제간이며 조선 선조, 하릉군, 하원군의 외삼촌이다. 본관은 하동(河東)이다. 그의 할머니는 안온천(安溫泉)의 딸이고 그는 월산대군의 증손녀와 결혼했으며, 그의 누이는 중종의 아들 덕흥군과 결혼하였으므로 왕실과 이중, 삼중으로 외척이 되었다. 그러나 관직 경력은 실전되어 상세히 알 수 없으나 최종 관직은 돈녕부도정(敦寧府都正)을 역임하였다.

## 생애
조선 중기의 문신으로 본관은 하동이다. 1519년에 태어났으며 세조 때의 의정부영의정을 지낸 정인지의 후손으로 정상조의 손자이며 지중추부사를 지내고 사후 증 의정부영의정에 추증된 정세호의 아들이다. 할머니 죽산안씨는 안온천(安溫泉)의 딸이며, 세종의 딸 정의공주와 연창위 안맹담(安孟聃)의 아들이다.외증조부 안온천은 세종대왕의 외손자였지만 외할머니 전주이씨는 다시 효령대군 이보의 후손으로, 효령대군의 아들 서원군 이친이 조부였고, 회의도정 이추의 딸이다. 할머니 죽산안씨의 친할머니 정의공주와, 죽산안씨 부인의 외할아버지 회의도정 이추가 5촌 당고모와 당조카간이었고, 안씨부인의 외증조부가 서원군 이친이다. 정창서의 외고조모 정의공주와 안맹담의 다른 딸은 그의 종조부 정광조의 처가 되었다. 
그의 고모 중 한명은 다시 세종의 넷째 아들 광평대군의 손자 청안군 이영(靑安君 李嶸)의 아들 공성부정 이연수(功城副正 李延壽)에게 시집갔다. 그의 할머니의 친정할머니 정의공주와 그의 고모부의 증조부 광평대군이 친남매간이 된다.
첫 부인 전주이씨는 왕족으로, 의경세자의 장남 월산대군의 증손녀이며 덕풍군 이이의 손녀이고, 파림군(坡林君)의 딸이다. 따라서 왕실과 이중, 삼중으로 외척간이 되었다. 두번째 부인은 광산김씨로 내금위 김수원(金秀源)의 딸이다. 
덕흥대원군의 정비 하동부대부인의 형제간이며 하릉군, 하원군, 뒤에 조선 선조로 즉위한 하성군은 그의 생질들이었다. 초기 행적과 관직 경력은 실전되어 상세히 알 수 없으나 1567년(명종 22년) 당시 곡산군수(谷山郡守)로 재직중이었다. 1577년(선조 10년) 4월 20일 유일한 외삼촌인데 3품이라 하여 선조의 특명으로 특별 가자되었다. 그러자 양사가 이를 반대했지만 선조가 듣지 않았다.
1580년 내승(內乘)이 되고 1582년 사헌부에서 사대부가 대경의 예를 모른다면서 하급 관원을 비판할 때 그도 파직시킬 것을 청하였으나, 선조는 추고만 하라고 하였다. 최종 관직은 돈녕부도정(敦寧府都正)에 이르렀다. 묘는 양주군 진건면(현 남양주시 진건면 배양1리)에 안장되었다.

## 가계
- 증조부 : 정인지
  - 종조부 : 정현조(鄭顯祖, 세조의 부마)
  - 종조부 : 정숭조(鄭崇祖)
- 할아버지 : 정상조
- 아버지: 정세호(鄭世虎, 1486년 - 1563년)
- 어머니: 광주 이씨
  - 누이 : 하동부대부인 정씨(河東府大夫人 鄭氏, 1522년 - 1567년)
  - 매부: 덕흥대원군(德興大院君, 1530년 - 1559년)
    - 조카: 하원군 정(河原君 鋥, 1545년 - 1597년)
    - 조카: 하릉군 인(河陵君 鏻, 1546년 - 1592년)
    - 조카: 하성군 연(河城君 昖, 1552년 - 1608년) - 선조
    - 조카: 이명순(李明順, 1548년 - ?), 광주인 안황(安滉)에게 출가.
- 외할아버지: 이세걸 1463년 ~ 1504년
- 부인 : 전주이씨(全州李氏)는 월산대군(月山大君)의 아들인 덕풍군 이이(德豊君 李恞)의 아들 파림군 이주(坡林君 李珘)의 딸 전주 이씨 월산대군파(全州李氏 月山大君派)의 후손.
- 부인 : 광산김씨, 내금위 김수원(金秀源)의 딸
  - 사위 : 정대길(鄭大吉), 첨지

## 같이 보기
- 하동부대부인
- 덕흥대원군
- 하릉군
- 하원군
- 하성군
- 정세호
- 도정궁